# Ciżmówka bzowa
Ciżmówka bzowa (Crepidotus sambuci Velen.) – gatunek grzybów należący do rodziny ciżmówkowatych (Crepidotaceae).

## Systematyka i nazewnictwo
Pozycja w klasyfikacji według Index Fungorum: Crepidotus, Crepidotaceae, Agaricales, Agaricomycetidae, Agaricomycetes, Agaricomycotina, Basidiomycota, Fungi.
Po raz pierwszy opisał go w 1922 r. Josef Velenovský w Czechach. Jest holotyp konserwowany w płynie konserwującym (alkohol + formaldehyd), jednak badanie anatomii owocników jest dość trudne, ponieważ wszystkie ich części pod wpływem płynu konserwującego stwardniały. Zarodniki są całkowicie nagie, bez żadnej ozdoby, co jest dość zaskakujące; nie można wykluczyć, że ozdoba została zniszczona przez płyn. Na razie Crepidotus sambuci należy uznać za gatunek niezidentyfikowany ze względu na zły stan holotypu.
Nazwę polską zarekomendował Władysław Wojewoda w 2003 r.

## Występowanie i siedlisko
W Polsce podano dwa stanowiska.
Grzyb saprotroficzny występujący na łodygach roślin.